# Kera jezik
Kera jezik (ISO 639-3: ker), jezik istočnočadske skupine čadskih jezika, kojim govori preko 50 000 ljudi u Čadu i Kamerunu. Većina govornika (44 500; 1993 popis) živi u depaertmanu Mont d’Illi blizu jezera Tikem u Čadu, i 6 000 u Kamerunu u provinciji Far North, jugoistočno od Doukoule.
Pismo: latinica.

## Glasovi
30: p t k ? b d g b* d* tS dZ f h s z m n N r l j w i u "@ E O a v nj

## Vanjske poveznice
- Ethnologue (14th)
- Ethnologue (15th)